# Edmond Louyot
Pour les articles homonymes, voir Louyot.
Edmond Louyot, né le 15 novembre 1861 à La Lobe, commune d'Arry et mort dans la même commune le 17 janvier 1920, est un peintre lorrain. Spécialiste des scènes de genre et des paysages, il fit carrière en Allemagne et décède dans son village natal redevenu français après le Traité de Versailles.

## Biographie
Second fils de Camille Louyot, maire d'Arry à l'époque, Edmond Louyot naît le 15 novembre 1861, à La Lobe, commune d´Arry. Il fréquente l'école primaire d'Arry, puis le petit séminaire de Montigny-lès-Metz. La Moselle ayant été annexée à l’Empire allemand en 1871, la famille Louyot décide, comme la majorité des Mosellans, de rester sur place. 
Montrant plus de dispositions pour le dessin que pour les ordres, il obtient une bourse d'études et entre, en 1884, à la Kunstakademie de Düsseldorf. Il suit ensuite des cours à l'école des beaux-arts de Munich, montrant la voie aux sœurs Ilse et Lou Lazard ou encore à Wilhelm Reue. De nombreuses expositions l'amèneront en France et dans les grandes villes d'Allemagne, lui permettant de vivre de sa passion.
Il se spécialise dans les scènes de genre, régionalistes ou anecdotiques, et les paysages.
Pendant la Première Guerre mondiale, en 1915, il tombe malade. Il attend la paix pour rentrer en Moselle, où il retrouve sa commune natale. 
Edmond Louyot décéda à La Lobe, commune d'Arry, le 17 janvier 1920.

## Expositions
Ses œuvres sont conservées aux États-Unis (l'une de ses toiles est notamment conservée par le Frye Museum de Seattle, elle est sans doute l'un des premiers tableaux sinon le premier acheté par le collectionneur ) et en Europe. Deux de ses tableaux figurent au musée de la Cour d'Or à Metz. Une partie de son œuvre a été rassemblée au musée départemental Georges-de-La-Tour de Vic-sur-Seille en 2004. Plusieurs tableaux ont en effet fait l'objet d'une donation à ce musée. Une exposition présentant quarante-trois œuvres lui a été consacrée fin 2014 -début 2015 au Stadtmuseum de Deux-Ponts (Zweibrücken) .Une toile d'Edmond Louyot figure à la mairie de cette ville, trois tableaux sont conservés par la Pfalzgalerie de Kaiserslautern et une toile par le musée de Flensburg.